# Вестибул
Вестибул (лат. vestibulum — вход, передний двор) — термин из античной архитектуры, который изначально обозначал небольшую открытую площадку перед зданием, часто отделённую от улицы невысокой оградой. Несколько позднее в Древнем Риме это слово сменило своё значение и стало обозначать преддверие или переднюю, которая располагалась между атрием и основным входом в здание. Как правило, с задней стороны она ограничивалась фасадной частью архитектурного сооружения, а с боковых сторон — стенами флигелей или колоннадами. Во времена Римской империи возникла традиция украшать вестибул портиком, а в императорских дворцах он имел вид огромного зала.
По древней традиции это место было посвящено хранительнице домашнего очага Весте — одной из самых почитаемых богинь римского пантеона. Именно её имя и легло в основу этого названия. Вестибул нельзя путать с вестибюлем, так как в латинском языке его значение очень близко по смыслу понятию «входной двор».